# Yugo-Sévernaya
Yugo-Sévernaya (del ruso: Юго-Северная) es una stanitsa del raión de Tijoretsk del krai de Krasnodar, en Rusia. Está situada en las llanuras de Kubán-Priazov, a orillas del río Plamova, afluente por la derecha del Chelbas, 14 km al sudeste de Tijoretsk y 124 km al nordeste de Krasnodar, la capital del krai. Tenía 1 250 habitantes en 2010
Es cabeza del municipio Yugo-Sévernoye, al que pertenecen asimismo Bolshevik, Kazache-Borisovski, Malorosiski y Ust-Dzhigutinka.

## Historia
Los jútores Yuzhni y Séverni fueron fundados en 1922. A finales de la década de 1920 formaron el selsovet Yugo-Séverni y no más tarde de 1938 se unieron como stanitsa Yugo-Sévernaya.

## Servicios sociales
En la localidad se halla una escuela media (nº39), Palacio de la Cultura y una biblioteca

## Transporte
Por la localidad pasa la carretera federal M29 Cáucaso Pávlovskaya-frontera azerí.